# Joe Baker
Joseph Henry „Joe“ Baker (* 17. Juli 1940 in Liverpool; † 6. Oktober 2003 in Wishaw) war ein englisch-schottischer Fußballspieler und -trainer.

## Leben und Karriere
Baker wuchs in der schottischen Stadt Motherwell auf. Obwohl er seine Kindheit in der nördlichen Region der Britischen Insel verbrachte, konnte er wegen seines Geburtsortes Liverpool damals nur für die englische Fußballnationalmannschaft spielen. Der Mittelstürmer begann seine Karriere bei Hibernian Edinburgh 1957 und wurde in den Spielzeiten 1958/59 und 1959/60 Torschützenkönig der Scottish Football League. Der „englische Schotte“ kam zu seinem Debüt für England 1959 gegen Nordirland. Baker war der erste Nationalspieler Englands, der vor seiner Einberufung noch nie im Land aktiv war. Der nächste, dem dieses Kunststück gelang, war der gebürtige Kanadier Owen Hargreaves mehr als 40 Jahre danach. 1961 wechselte er nach Italien zum AC Turin. In seiner Zeit am Stiefel verletzte sich Baker bei einem Autounfall schwer. Der Engländer fuhr auf der falschen Seite in einem Kreisverkehr, kam an der Bordsteinkante an und kippte mit dem Auto über. Bei diesem Autounfall kam er beinahe ums Leben. Im Juli 1962 gab er sein Comeback. Baker spielte ab dieser Zeit beim FC Arsenal in London. Die Gunners bezahlten damals die Rekordablösesumme von 7.500 £. Sein Debüt gab er am 18. August 1962 gegen Leyton Orient. Nach vier erfolgreichen Jahren im Highbury ging Baker 1966 zu Nottingham Forest. Mit seiner neuen Mannschaft erreichte er bereits in seiner ersten Saison in der Football League First Division 1966/67 die Vizemeisterschaft. Seine letzten drei Stationen als Aktiver waren der AFC Sunderland, noch einmal Hibernian Edinburgh und von 1972 bis 1974 ließ er seine Karriere bei den Raith Rovers ausklingen. Insgesamt spielte Baker 500 Spiele und erzielte dabei 294 Tore. International wurde er acht Mal für die englische Fußballnationalmannschaft einberufen. Sein Bruder Gerry Baker war ebenfalls Fußballprofi und spielte für Manchester City, Ipswich Town und Coventry City. Später trainierte er noch zwei Jahre die Albion Rovers gründete ein Pub und arbeitete für Hibernian Edinburgh. Joe Baker starb 2003 nach einem Herzinfarkt während eines Charity-Golf-Turniers.